# حسين العودات
حسين العودات، كاتب وصحفي سوري، ولد في عام 1937، في قرية أم المياذن بمحافظة درعا، أعد عشرات الدراسات حول شؤون الإعلام والثقافة في البلدان العربية للمنظمة العربية للتربية والثقافة والعلوم، واتحاد إذاعات الدول العربية، ومنظمة اليونسكو، والمعهد العربي للدراسات الاستراتيجية. وحصل على شهادة الجغرافية واللغة الفرنسية وحصل دبلوم بالصحافة، وكان مستشارًا لرئيس الوزراء في شؤون الثقافة والصحافة في سوريا، وتولّى إدارة وكالة الأنباء السورية ودار الأهالي للطباعة والنشر والتوزيع.

## السيرة الذاتية
حسين العودات، كاتب وصحفي سوري، ولد في عام 1937، في قرية أم المياذن بمحافظة درعا وتوفى عام 2016، في دمشق. حصل على شهادة الجغرافية واللغة الفرنسية من جامعة دمشق وحصل على دبلوم بالصحافة، وأسس الكثير من المنابر الإعلامية من بينها جريدة «أخبار العرب» عام 1990 ووكالة الصحافة العربية السورية «سانا» في العام 1966.

## الأعمال التي شغلها
1- مدرس 1956 – 1963
2- مفتش بالتربية 1963 – 1964
3- مدير تربية في محافظة درعا 1964 – 1966
4- مدير عام وكالة الأنباء السورية – سانا 1966 – 1970
5- مستشار رئيس الوزراء لشؤون الصحافة والثقافة 1971 – 1986
6- محاضر في قسم الصحافة جامعة دمشق 1985 - 1986
7- مدير عام دار الأهالي للطباعة والنشر والتوزيع 1995-1987 في دمشق
8- خبير غير متفرغ لدى المنظمة العربية للتربية والثقافة والعلوم (الأليكسو)
وكان أيضًا مديرًا للتحرير في جريدة أخبار العرب في أبو ظبي في عام 2000، وكان مسؤولاً عن رصد الحريات التابع لاتحاد الصحفيين السوريين.

## السيرة الأدبية
في مجال الصحافة، أسس العديد من المنابر الإعلامية بينها وكالة الصحافة العربية السورية «سانا» في العام 1966، وجريدة «أخبار العرب» 1990، وكتب في عشرات الصحف والدوريات العربية مقالات ودراسات.
وفي المجال الثقافي، ترك العودات بصماته البارزة في الواقع الثقافي، فقد أسس وتولى إدارة «دار الأهالي» للطباعة والنشر في دمشق عام 1987، التي تعد إحدى أهم دور النشر العربية، وألف العديد من الكتب من بينها الموت في الديانات الشرقية، العرب النصارى، المرأة العربية في الدين والمجتمع، الآخر في الثقافة العربية، وثائق فلسطين (1879– 1987)، وشارك مع آخرين في تأليف كتب بينها موسوعة الصحافة في بلاد الشام، وتولى الإشراف على موسوعة المدن الفلسطينية.

## مؤلفاته
- الموت في الديانات الشرقية، دمشق 1986
- المشرف العام على موسوعة المدن الفلسطينية، تونس 1990
- وثائق فلسطين (1879-1987)، تونس 1990
- شارك في تأليف موسوعة الصحافة في بلاد الشام، تونس 1991
- شارك في تأليف موسوعة الصحافة في بلاد المغترب، تونس 1991
- العرب النصارى، دمشق، 1992
- المرأة العربية في الدين والمجتمع، دمشق 1996
- صورة العرب لدى الآخر في ضوء العلاقات التاريخية، 2004
- دراسات إعلامية، 2006
- الآخر في الثقافة العربية، بيروت 2010
- النهضة والحداثة بين الارتباك والإخفاق،2011
- المثقّف العربي والحاكم، 2012.[6][7]

## آخر نشاطاته
آخر نشاط سياسي للعودات كان التوقيع مع مجموعة معارضين، في أيلول/سبتمبر 2015، على رسالةً لزعماء العالم عنوانها «الأسد ليس المنقذ»، طالبوا خلالها الجمعية العامة «بإصدار قرار تاريخي يؤكد التزام المجتمع الدولي بصون حقوق السوريين وحماية سكان سورية، وتأكيد سيادة شعبها ووحدته في مواجهة كل الاطماع والوصايات الأجنبية».
أما آخر منشور كتبه حسين العودات عن إيقاف راتبه التقاعدي من قبل رئيس اتحاد الكتاب.
وقبلها كتب «فقدت بصري وأرجو أن لا أفقد البصيرة»

## وفاته
توفي في دمشق يوم الخميس 7 أبريل/نيسان 2016 عن عمر يناهز الثمانين عاما بعد صراع مع المرض. بعد أن أقعدهُ المرض في السنوات الأخيرة، ووصل إلى حرمانه من البصر.